# Margaret Rhodes
Margaret Rhodes (ur. 9 czerwca 1925, zm. 25 listopada 2016) – brytyjska arystokratka, członkini rodziny królewskiej, kuzynka Elżbiety II. Odznaczona Królewskim Orderem Wiktoriańskim.

## Życiorys
Margaret Rhodes urodzona jako Margaret Elphinstone, była najmłodszą córką 16. Lorda Elphinstone i jego żony Lady Mary Bowes-Lyon (siostry Królowej Matki). Od dzieciństwa była najlepszą przyjaciółką Elżbiety II. Mieszkała w zamku Windsor i Pałacu Buckingham, gdzie ukończyła kurs sekretarki. W czasie II wojny światowej pracowała w wywiadzie MI6.
Do wybuchu II wojny światowej spędzały wspólnie wakacje. W listopadzie 1947 roku była jedną z ośmiu druhen na ślubie Elżbiety z Filipem.
W 1950 roku wyszła za mąż za pisarza Denysa Gravenora Rhodesa. Jedną z druhen na jej ślubie była księżniczka Małgorzata. Z Rhodesem miała czwórkę dzieci.
Od 1991 roku Margaret Rhodes była damą dworu i prywatną towarzyszką królowej matki. Po zdiagnozowaniu u jej męża nowotworu i jego śmierci w 1981 roku, królowa zaproponowała im przenosiny do rezydencji Garden House na terenie wielkiego majątku, na którego terenie leży zamek Windsor.